# 太阳快运航空
太阳快运航空公司（土耳其語：Güneş Ekspress Havacılık A.Ş.，一般称为太阳快运航空）是一家土耳其的航空公司，总部设在安塔利亚。太阳快运航空主要运营欧洲、亚洲和北非地区的航线，其子公司有德国太阳快运航空。